# Katarzyna Łaniewska

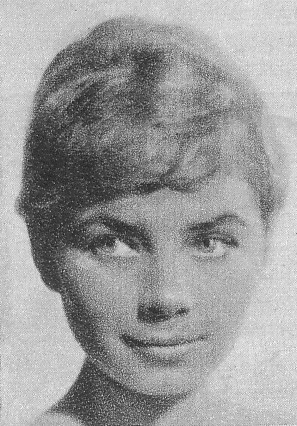
Katarzyna Łaniewska w latach 60.

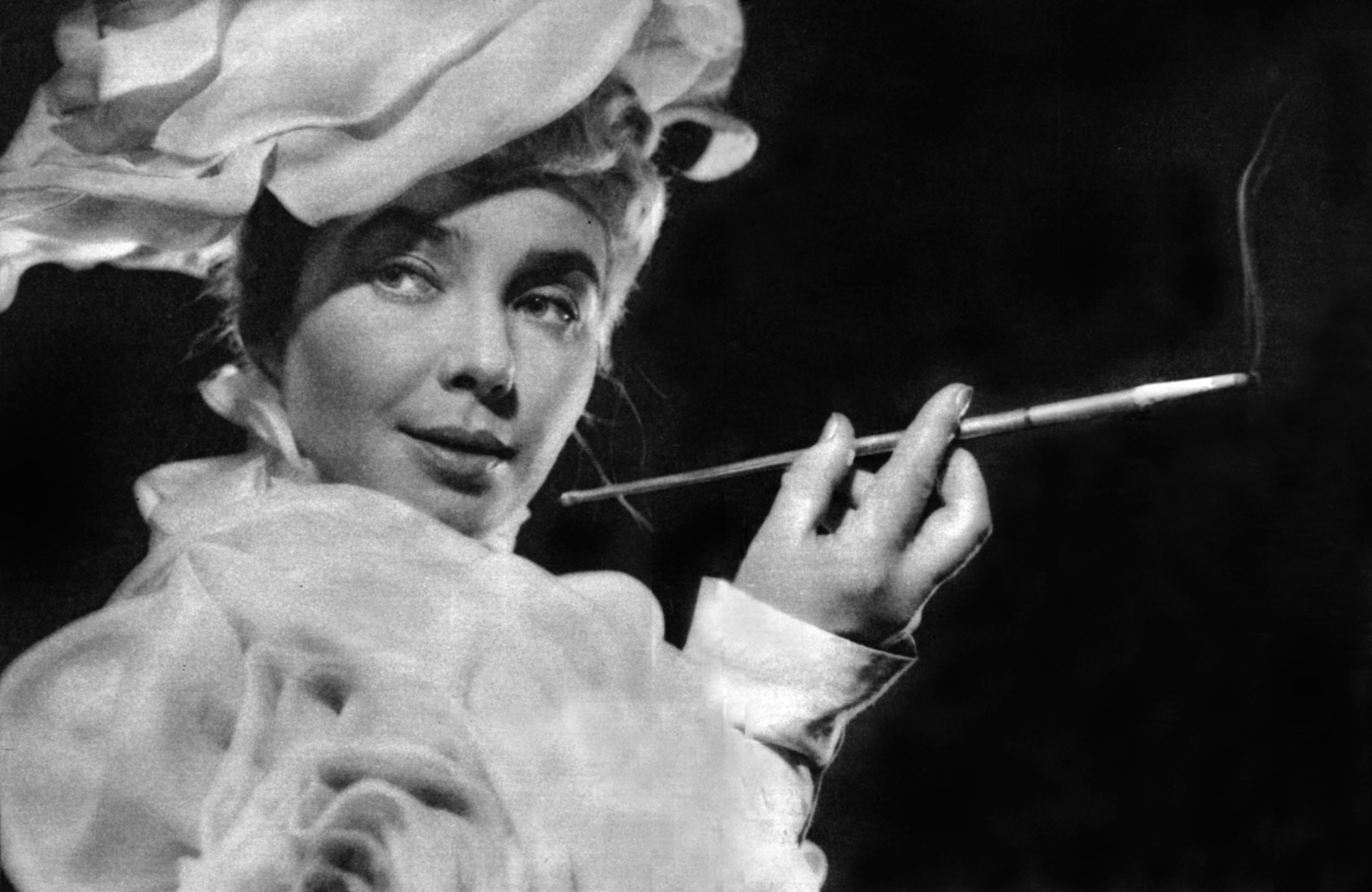
Katarzyna Łaniewska (1968)

Katarzyna Janina Łaniewska-Błaszczak (ur. 20 czerwca 1933 w Łodzi, zm. 7 grudnia 2020 w Warszawie) – polska aktorka teatralna i filmowa.

## Życiorys
Oboje rodzice Katarzyny Łaniewskiej pochodzili z Łodzi. Ojciec był działaczem spółdzielczym, byłym legionistą, zamordowanym jako „element niebezpieczny” przez Niemców w Auschwitz, do którego trafił zadenuncjowany przez współpracownika, z pochodzenia Białorusina. Wraz z matką i rodzeństwem przeżyła powstanie warszawskie, przeszła przez obóz w Pruszkowie. Wraz z rodziną wróciła do Warszawy już 17 stycznia 1945 roku.
Po wojnie wstąpiła do harcerstwa. W 1955 ukończyła studia na PWST w Warszawie, debiutowała 26 listopada tego samego roku. Była przewodnicząca oddziału warszawskiego Związku Artystów Scen Polskich. Od 1992 do 2006 zasiadała w Komisji Skolimowskiej przy Zarządzie Głównym ZASP.
We wrześniu 2013 roku została publicystką tygodnika „W Sieci” (później „Sieci”).

### Działalność polityczna
W czasie studiów należała do socjalistycznej organizacji młodzieżowej ZMP, jednak jak sama stwierdziła „nie jest prawdą, co niektórzy próbują insynuować, że kierowałam ZMP. Tak nie było”. Następnie należała do PZPR.
Pod koniec lat siedemdziesiątych XX wieku związała się z opozycją antykomunistyczną. W 1980 współtworzyła struktury NSZZ „Solidarność” w Teatrze Ateneum. Uczestniczyła w organizowaniu koncertów patriotycznych i kolportażu podziemnych wydawnictw. Współpracowała w tym okresie z ks. Jerzym Popiełuszką.
W wyborach parlamentarnych w 2011 roku została bezpartyjną kandydatką do Senatu z ramienia Prawa i Sprawiedliwości w okręgu śródmiejsko-warszawskim; uzyskała blisko 100 tys. głosów (niespełna 31%) i przegrała z kandydującą z ramienia Platformy Obywatelskiej w tym samym okręgu Barbarą Borys-Damięcką (prawie 197 tys.). Aktywnie wspierała działania PiS. Była jednym z głównych mówców z ramienia organizatorów „Marszu Wolności i Sprawiedliwości” 13 grudnia 2015.

## Życie prywatne
Po trzecim roku studiów poślubiła Ignacego Gogolewskiego, z którym miała córkę Agnieszkę. Małżeństwo rozpadło się po dziesięciu latach. Drugim mężem aktorki został Andrzej Błaszczak, z którym wzięła ślub kościelny. Zmarł on na początku kwietnia 2018 roku.
Zmarła 7 grudnia 2020 roku w swoim domu w Warszawie, po pobycie w szpitalu.
Została pochowana 17 grudnia 2020 w grobie rodzinnym na nowym cmentarzu na Służewie przy ul. Wałbrzyskiej.

## Teatr
- Teatr Polski w Warszawie – 1955–1959 oraz 1983–1995
- Teatr Dramatyczny w Warszawie – 1959–1962 oraz 1966–1977
- Teatr Narodowy w Warszawie – 1962–1966
- Teatr Ateneum – 1977–1983

Współpracowała też z Teatrem Ochoty w Warszawie.

## Filmografia
| Rok       | Tytuł                                          | Rola                                                   | Uwagi                                                                         |
| --------- | ---------------------------------------------- | ------------------------------------------------------ | ----------------------------------------------------------------------------- |
| 1953      | Trzy opowieści                                 | Maryna                                                 | film polityczny, reżyseria: Czesław Petelski                                  |
| 1955      | Trzy starty                                    | Basia, dziewczyna Walczaka                             | film sportowy, reżyseria: Czesław Petelski                                    |
| 1956      | Nikodem Dyzma                                  | dziewczyna pod Mostem Poniatowskiego                   | film komediowy, reżyseria: Jan Rybkowski                                      |
| 1956      | Pożegnanie z diabłem                           | Bartoszkówna, córka Bartoszkowej                       | film sensacyjny, reżyseria: Wanda Jakubowska                                  |
| 1959      | Tysiąc talarów                                 | Aniela, dziewczyna Wieśka                              | film komediowy, reżyseria: Stanisław Wohl                                     |
| 1959      | Wszystko o Ewie                                | Ewa Harrington (polski dubbing)                        | film dramatyczny, reżyseria dubbingu: Romuald Drobaczyński                    |
| 1960      | Rok pierwszy                                   | kelnerka                                               | film wojenny, reżyseria: Witold Lesiewicz                                     |
| 1963      | Mój drugi ożenek                               | Jadźka Kłysowa                                         | film obyczajowy, reżyseria: Zbigniew Kuźmiński                                |
| 1964      | Spotkanie ze szpiegiem                         | Basia Giedrowska                                       | film sensacyjny, reżyseria: Jan Batory                                        |
| 1964      | Przerwany lot                                  | panna młoda                                            | film psychologiczny, reżyseria: Leonard Buczkowski                            |
| 1965      | Trzy kroki po ziemi                            | matka chorego dziecka                                  | film dramatyczny, reżyseria: Jerzy Hoffman, Edward Skórzewski                 |
| 1965      | Miejsce dla jednego                            | Sidorowa                                               | film wojenny, reżyseria: Witold Lesiewicz                                     |
| 1965      | Dzień ostatni, dzień pierwszy. Nad Odrą        | Magda                                                  | film obyczajowy, reżyseria: Bohdan Poręba                                     |
| 1966      | Sublokator                                     | Kazimiera                                              | film komediowy, reżyseria: Janusz Majewski                                    |
| 1968      | Molo                                           | matka Andrzeja                                         | film psychologiczny, reżyseria: Wojciech Solarz                               |
| 1969      | Zbrodniarz, który ukradł zbrodnię              | aktorka Teatru Dramatycznego                           | film kryminalny, reżyseria: Janusz Majewski                                   |
| 1969      | Nowy                                           | Stenia                                                 | film komediowy, reżyseria: Jerzy Ziarnik                                      |
| 1970      | Doktor Ewa                                     | nauczycielka Perkowska (odcinki: 3, 4)                 | serial telewizyjny, reżyseria: Henryk Kluba                                   |
| 1970      | Album polski                                   | żona Mazura                                            | film obyczajowy, reżyseria: Jan Rybkowski                                     |
| 1970      | Abel, twój brat                                | Eugenia Matulakowa, matka Karola                       | film młodzieżowy, reżyseria: Janusz Nasfeter                                  |
| 1971      | Złote koło                                     | Bartoszewska                                           | film kryminalny, reżyseria: Stanisław Wohl                                    |
| 1971      | Trochę nadziei                                 | dziennikarka                                           | film obyczajowy, reżyseria: Julian Dziedzina                                  |
| 1972      | Gruby                                          | matka Grubego (odcinki: 1, 2, 3, 5, 7)                 | serial telewizyjny, reżyseria: Wojciech Fiwek                                 |
| 1973      | Wielka miłość Balzaka                          | głos kobiety (rola Julii Doncourt)                     | serial telewizyjny, reżyseria: Wojciech Solarz                                |
| 1974      | Urodziny Matyldy                               | Jadwiga Okoniowa, pobita pracownica                    | film psychologiczny, reżyseria: Jerzy Stefan Stawiński                        |
| 1974      | Tylko się jeździ                               | mama Michała                                           | film obyczajowy, reżyseria: Leokadia Migielska                                |
| 1974      | Święty Mikołaj pilnie poszukiwany              | pani Halina, kierowniczka domu dziecka                 | film komediowy, reżyseria: Krzysztof Gradowski                                |
| 1974      | Koniec babiego lata                            | Kozłowa, matka Józka                                   | film obyczajowy, reżyseria: Ewa Kruk                                          |
| 1974      | Awans                                          | Grzybicha, matka Mariana                               | film komediowy, reżyseria: Janusz Zaorski                                     |
| 1975      | Czterdziestolatek                              | Katarzyna Maliniakowa (odcinek: 8)                     | serial telewizyjny, reżyseria: Jerzy Gruza                                    |
| 1976      | Motylem jestem, czyli romans 40-latka          | Katarzyna Maliniakowa                                  | film komediowy, reżyseria: Jerzy Gruza                                        |
| 1978      | Ty pójdziesz górą – Eliza Orzeszkowa           | Franciszka Pawłowska, matka Elizy Orzeszkowej          | film biograficzny, reżyseria: Leszek Orlewicz                                 |
| 1979      | Ja, Klaudiusz (serial 1976)                    | Kamilla (polski dubbing)                               | serial telewizyjny, reżyseria dubbignu: Izabella Falewiczowa                  |
| 1979      | Godzina „W”                                    | matka Jacka                                            | film wojenny, reżyseria: Janusz Morgenstern                                   |
| 1980      | Grzechy dzieciństwa                            | pomywaczka                                             | film młodzieżowy, reżyseria: Krzysztof Nowak-Tyszowiecki                      |
| 1980      | Dzień Wisły                                    | uciekinierka                                           | film wojenny, reżyseria: Tadeusz Kijański                                     |
| 1981      | Mężczyzna niepotrzebny!                        | matka Małgosi                                          | film psychologiczny, reżyseria: Laco Adamík                                   |
| 1981      | Fik-Mik                                        | szatniarka Kasia                                       | film obyczajowy, reżyseria: Marek Nowicki                                     |
| 1982      | Przesłuchanie                                  | kierowniczka domu dziecka                              | film psychologiczny, reżyseria: Ryszard Bugajski                              |
| 1982      | Popielec                                       | Hladiczka                                              | serial telewizyjny, reżyseria: Ryszard Ber                                    |
| 1986      | Tulipan                                        | matka Jurka (odcinek: 1)                               | serial telewizyjny, reżyseria: Janusz Dymek                                   |
| 1987      | Słońce w gałęziach                             | kobieta                                                | film psychologiczny, reżyseria: Ludmiła Niedbalska                            |
| 1987–1991 | Smerfy                                         | Hogata (polski dubbing)                                | serial animowany, reżyser dubbingu: Maria Piotrowska                          |
| 1988      | Pożegnanie cesarzy                             | Hanka, córka Tomasza                                   | film dramatyczny, reżyseria: Roman Załuski                                    |
| 1988      | Kogel-mogel                                    | Maria Solska                                           | film komediowy, reżyseria: Roman Załuski                                      |
| 1989      | Galimatias, czyli kogel-mogel II               | Maria Solska                                           | film komediowy, reżyseria: Roman Załuski                                      |
| 1990      | Amerykańska opowieść                           | Mame (polski dubbing)                                  | film animowany, reżyseria dubbingu: Barbara Sołtysik                          |
| 1990      | Kacze opowieści                                | pani Dziobek (polski dubbing)                          | serial animowany, reżyseria dubbingu: Maria Piotrowska, Miriam Aleksandrowicz |
| 1990      | Kacze opowieści. Poszukiwacze zaginionej lampy | pani Dziobek (polski dubbing)                          | film animowany, reżyseria dubbingu: Maria Piotrowska                          |
| 1990      | W labiryncie                                   | Robakowa, matka porywaczki                             | serial telewizyjny, reżyseria: Paweł Karpiński                                |
| 1990      | Pogrzeb kartofla                               | Mazurkowa                                              | film obyczajowy, reżyseria: Jan Jakub Kolski                                  |
| 1990      | Korczak                                        | pracownica w sierocińcu Korczaka                       | film biograficzny, reżyseria: Andrzej Wajda                                   |
| 1990      | Urodziny Kaja                                  | matka Magdaleny                                        | film komediowy, reżyseria: Lone Scherfig                                      |
| 1991      | Niech żyje miłość                              | Wanda Korebowa                                         | film melodramatyczny, reżyseria: Ryszard Ber                                  |
| 1992      | Pierścionek z orłem w koronie                  | kobieta                                                | film wojenny, reżyseria: Andrzej Wajda                                        |
| 1993      | Nowe przygody Arsena Lupin                     | żona majordomusa (odcinek: La tabatiere de l’empereur) | serial telewizyjny, reżyseria: Alain Nahum                                    |
| 1993      | Dwa księżyce                                   | Wojtalikowa                                            | film poetycki, reżyseria: Andrzej Barański                                    |
| 1993      | Czterdziestolatek. 20 lat później              | Katarzyna Maliniakowa (odcinek: 5)                     | serial telewizyjny, reżyseria: Jerzy Gruza                                    |
| 1994      | Dzielny Agent Kaczor                           | dyrektorka domu dziecka Kwasi (polski dubbing)         | serial animowany, reżyseria dubbingu: Maria Piotrowska                        |
| 1994      | Ptaszka                                        | Klimowa, sąsiadka Lipeckich                            | film obyczajowy, reżyseria: Krystyna Krupska-Wysocka                          |
| 1994      | Królestwo Zielonej Polany                      | głos                                                   | film animowany, reżyseria: Barbara Sołtysik, Krzysztof Kiwerski               |
| 1995      | Jeszcze bardziej zgryźliwi tetrycy             | Mamme (polski dubbing)                                 | film dramatyczny, reżyseria dubbingu: Elżbieta Jeżewska                       |
| 1996      | 101 dalmatyńczyków (film 1961)                 | niania (polski dubbing)                                | film animowany, reżyseria dubbingu: Ewa Złotowska                             |
| 1996      | Maszyna zmian. Nowe przygody                   | woźna (odcinek: 3)                                     | serial telewizyjny, reżyseria: Andrzej Maleszka                               |
| 1997      | Taekwondo                                      | ciotka Michała                                         | film kryminalny, reżyseria: Moon Seung-wook                                   |
| 1997      | W krainie Władcy Smoków                        | Elin (odcinki: 16, 17, 18, 26)                         | serial telewizyjny, reżyseria: Noel Price                                     |
| 1997      | Świat królika Piotrusia i jego przyjaciół      | (polski dubbing)                                       | serial animowany, reżyseria dubbingu: Barbara Sołtysik                        |
| 1997      | Historie miłosne                               | matka Filipa                                           | film obyczajowy, reżyseria: Jerzy Stuhr                                       |
| 1997      | Dom                                            | żona Sochejki (odcinek: 17)                            | serial telewizyjny, reżyseria: Jan Łomnicki                                   |
| 1997      | Królestwo Zielonej Polany. Powrót              | głos                                                   | film animowany, reżyseria: Barbara Sołtysik, Krzysztof Kiwerski               |
| 1999–2001 | Klan                                           | Helena Małek, matka Grażyny Lubicz                     | serial telewizyjny, reżyseria: różni                                          |
| 1998      | Miodowe lata                                   | sąsiadka (odcinek: 13)                                 | serial telewizyjny, reżyseria: Maciej Wojtyszko                               |
| 1999      | Mickey: Bajkowe święta                         | (polski dubbing)                                       | film animowany, reżyseria dubbingu: Jerzy Dominik                             |
| 1999      | Tygrysy Europy                                 | nauczycielka                                           | serial telewizyjny, reżyseria: Jerzy Gruza                                    |
| 2000–2012 | Plebania                                       | Józefina Lasek, gospodyni księdza                      | serial telewizyjny, reżyseria: różni                                          |
| 2001      | Przedwiośnie (film 2001)                       | służąca Gajcowa                                        | film kostiumowy, reżyseria: Filip Bajon                                       |
| 2002      | Przedwiośnie (serial telewizyjny)              | służąca Gajcowa (odcinki: 1, 3)                        | serial telewizyjny, reżyseria: Filip Bajon                                    |
| 2003      | 101 dalmatyńczyków II. Londyńska przygoda      | niania (polski dubbing)                                | film animowany, reżyseria dubbingu: Joanna Wizmur                             |
| 2004      | City                                           | gospodyni                                              | film obyczajowy, reżyseria: Maciej Odoliński                                  |
| 2004–2010 | Ziarno                                         | babcia                                                 | program religijny, reżyseria: Józef Mika                                      |
| 2012      | Ojciec Mateusz                                 | matka Fabisiaka (odcinek: 107)                         | serial telewizyjny, reżyseria: Wojciech Nowak                                 |
| 2014      | Na dobre i na złe                              | Maria Szewczyk (odcinek: 559)                          | serial telewizyjny, reżyseria: Agnieszka Smoczyńska                           |
| 2016      | Ojciec Mateusz                                 | Aniela, babcia Lecha (odcinek: 196)                    | serial telewizyjny, reżyseria: Wojciech Nowak                                 |
| 2016      | Smoleńsk                                       | Anna Walentynowicz                                     | film dramatyczny, reżyseria: Antoni Krauze                                    |
| 2019      | Miszmasz, czyli kogel-mogel 3                  | Maria Solska                                           | film komediowy, reżyseria: Kordian Piwowarski                                 |
| 2022      | Koniec świata, czyli kogel-mogel 4             | Maria Solska                                           | film komediowy, reżyseria: Anna Wieczur-Bluszcz                               |

## Odznaczenia
- 1966 – Złoty Krzyż Zasługi
- 1966 – Nagroda CRZZ
- 1967 – Odznaka 1000-lecia Państwa Polskiego
- 1969 – Złota Odznaka „Za zasługi dla Warszawy[8]
- 1970 – Krzyż Kawalerski Orderu Odrodzenia Polski
- 1975 – Złoty Medal „Za Zasługi dla Obronności Kraju”
- 1975 – Odznaka „Zasłużony Działacz Frontu Jedności Narodu”
- 1998 – Krzyż Oficerski Orderu Odrodzenia Polski[9]
- 1999 – Odznaka „Zasłużony Działacz Kultury” za działalność wydawniczą drugiego obiegu w okresie stanu wojennego
- 2006 – Złoty Medal „Zasłużony Kulturze Gloria Artis” za zasługi dla polskiej kultury
- 2007 – Krzyż Komandorski Orderu Odrodzenia Polski (za „wybitne zasługi w działalności na rzecz przemian demokratycznych w Polsce, za zaangażowanie w walkę o wolność słowa i wolne media, za osiągnięcia w podejmowanej z pożytkiem dla kraju pracy zawodowej i społecznej”)[10]
- 2013 – Nagroda Miasta Stołecznego Warszawy
- 2020 – Doroczna Nagroda Ministra Kultury i Dziedzictwa Narodowego w kategorii Całokształt Twórczości[11]